# Thomas Ebert
Thomas Ebert (Roskilde, 23 de julio de 1973) es un deportista danés que compitió en remo.
Participó en tres Juegos Olímpicos de Verano, obteniendo tres medallas, bronce en Sídney 2000, oro en Atenas 2004 y oro en Pekín 2008, en la prueba de cuatro sin timonel ligero.
Ganó nueve medallas en el Campeonato Mundial de Remo entre los años 1995 y 2005.

## Palmarés internacional
| Juegos Olímpicos   | Juegos Olímpicos         | Juegos Olímpicos  | Juegos Olímpicos          |
| Año                | Lugar                    | Medalla           | Prueba                    |
| ------------------ | ------------------------ | ----------------- | ------------------------- |
| 2000               | Sídney (Australia)       | Medalla de bronce | Cuatro sin timonel ligero |
| 2004               | Atenas (Grecia)          | Medalla de oro    | Cuatro sin timonel ligero |
| 2008               | Pekín (China)            | Medalla de oro    | Cuatro sin timonel ligero |
| Campeonato Mundial |                          |                   |                           |
| Año                | Lugar                    | Medalla           | Prueba                    |
| 1995               | Tampere (Finlandia)      | Medalla de bronce | Dos sin timonel ligero    |
| 1996               | Motherwell (Reino Unido) | Medalla de oro    | Dos sin timonel ligero    |
| 1997               | Aiguebelette (Francia)   | Medalla de oro    | Cuatro sin timonel ligero |
| 1998               | Colonia (Alemania)       | Medalla de oro    | Cuatro sin timonel ligero |
| 1999               | St. Catharines (Canadá)  | Medalla de oro    | Cuatro sin timonel ligero |
| 2001               | Lucerna (Suiza)          | Medalla de plata  | Cuatro sin timonel ligero |
| 2002               | Sevilla (España)         | Medalla de oro    | Cuatro sin timonel ligero |
| 2003               | Milán (Italia)           | Medalla de oro    | Cuatro sin timonel ligero |
| 2005               | Kaizu (Japón)            | Medalla de oro    | Dos sin timonel ligero    |